# Atheta taxiceroides
Atheta taxiceroides är en skalbaggsart som beskrevs av Munster 1935. Atheta taxiceroides ingår i släktet Atheta, och familjen kortvingar. Enligt den finländska rödlistan är arten nära hotad i Finland. Enligt den svenska rödlistan är arten nära hotad i Sverige. Arten förekommer i Nedre Norrland och Övre Norrland. Artens livsmiljö är moskogar.